# Огњен Обрадовић
Огњен Обрадовић рођен је 1992. године у Ужицу и завршио је драматургију на Факултету драмских уметности у Београду. Пише поезију, драме и сценарија. У Југословенском драмском позоришту Обрадовићу је изведена 2013. године драма Недеља: јуче, данас, сутра, а на Радио Београду емитоване су драме Пут у Лисабон(2015) и Да ми је да спустим ову сузу (2016). Драма Хајка на вука уврштена је у ужи избор на конкурсу Стеријиног позорја (2015).
Добитник је награде Млади Дис за 2016. годину која му је додељена на завршним свечаностима 53. Дисовог пролећа.